# Zweepworm

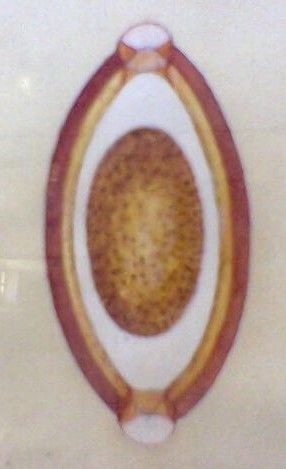
Ei

De zweepworm (Trichuris trichiura, synoniemen: Trichocephalus trichiuris, Tricocephalus dispar, Trichocephalus hominis) is een lichtgele tot witte parasiet. De vrouwtjes zijn 35-50 mm en de mannetjes 30-45 mm lang. Het voorste twee derde gedeelte tot en met de slokdarm is smaller dan het derde achterste, dikkere gedeelte, waardoor ze op een zweep lijken. De vrouwtjes hebben een stomp eind en de mannetjes een gekruld eind. De bruine eieren zijn tonvormig en hebben aan de polen uitstulpingen. Ze leven van de uitscheidingen van het slijmvlies, waar ze met de voorkant in vastgeschroefd zitten.
Mensen met een milde infectie vertonen meestal geen symptomen. Bij ernstige infecties treedt regelmatige en pijnlijke diarree met bloed, slijm en water op en dat ook een vieze geur heeft. De groei van een ernstig besmet persoon kan worden belemmerd en er kunnen zelfs anale symptomen optreden. Bij ernstig besmette kinderen kan de groei en cognitieve ontwikkeling worden belemmerd.
Besmetting gebeurt via huisdieren die de eieren in hun ontlasting achterlaten. De mens neemt deze tot zich via aarde of grond. De worm nestelt zich in het darmkanaal. Een dergelijke besmetting wordt trichuriasis genoemd. Vanwege de huidige goede hygiëne is de zweepworm vrij zeldzaam in Nederland en België. Behandeling gebeurt onder andere met een wormdodend middel (bijvoorbeeld mebendazol).
In een experimenteel onderzoek bleek dat een bewust veroorzaakte besmetting met de verwante worm T. suis een positief effect had op het genezingsproces bij patiënten met de ziekte van Crohn.

Larven 16 dagen na voeren
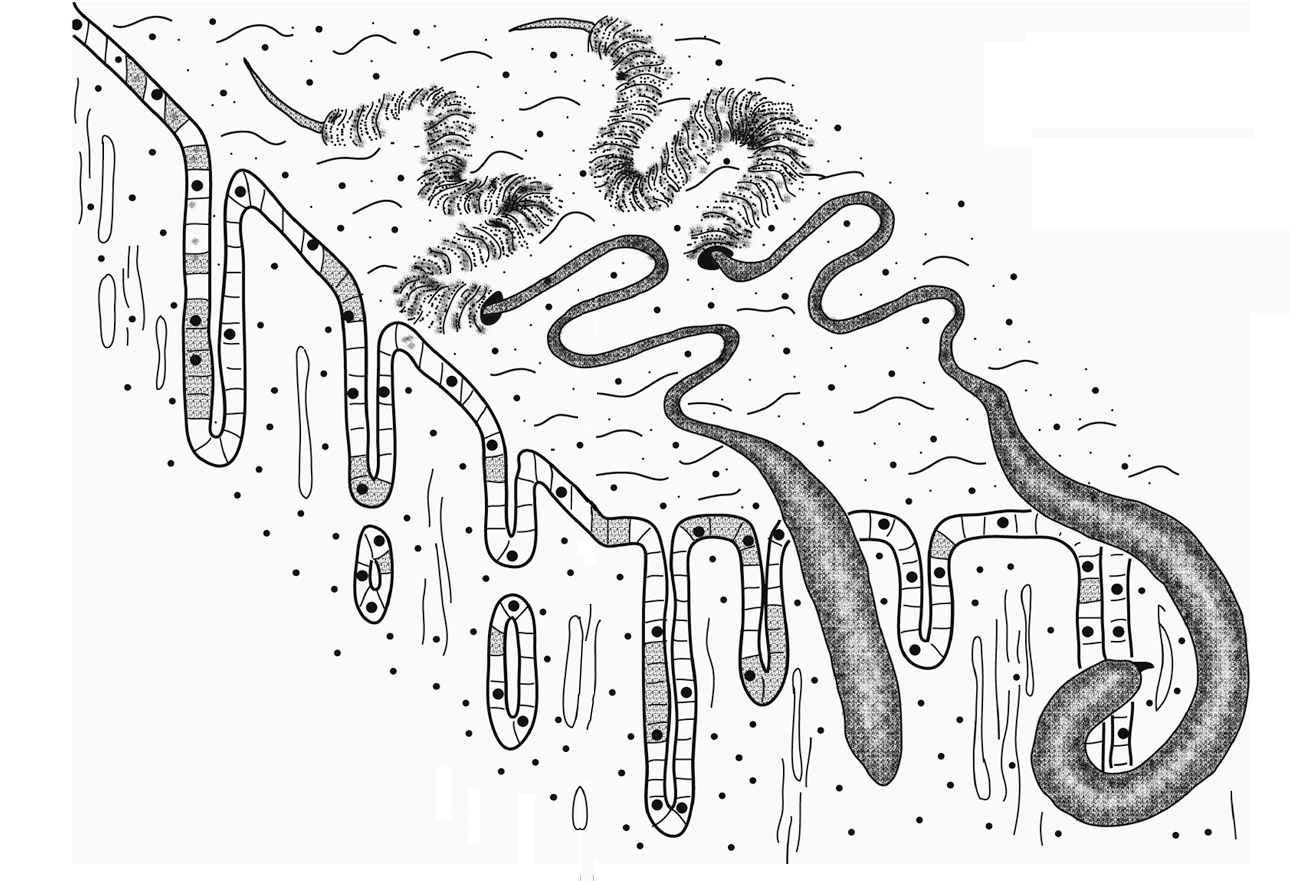
Mannetje en vrouwtje in slijmvlies
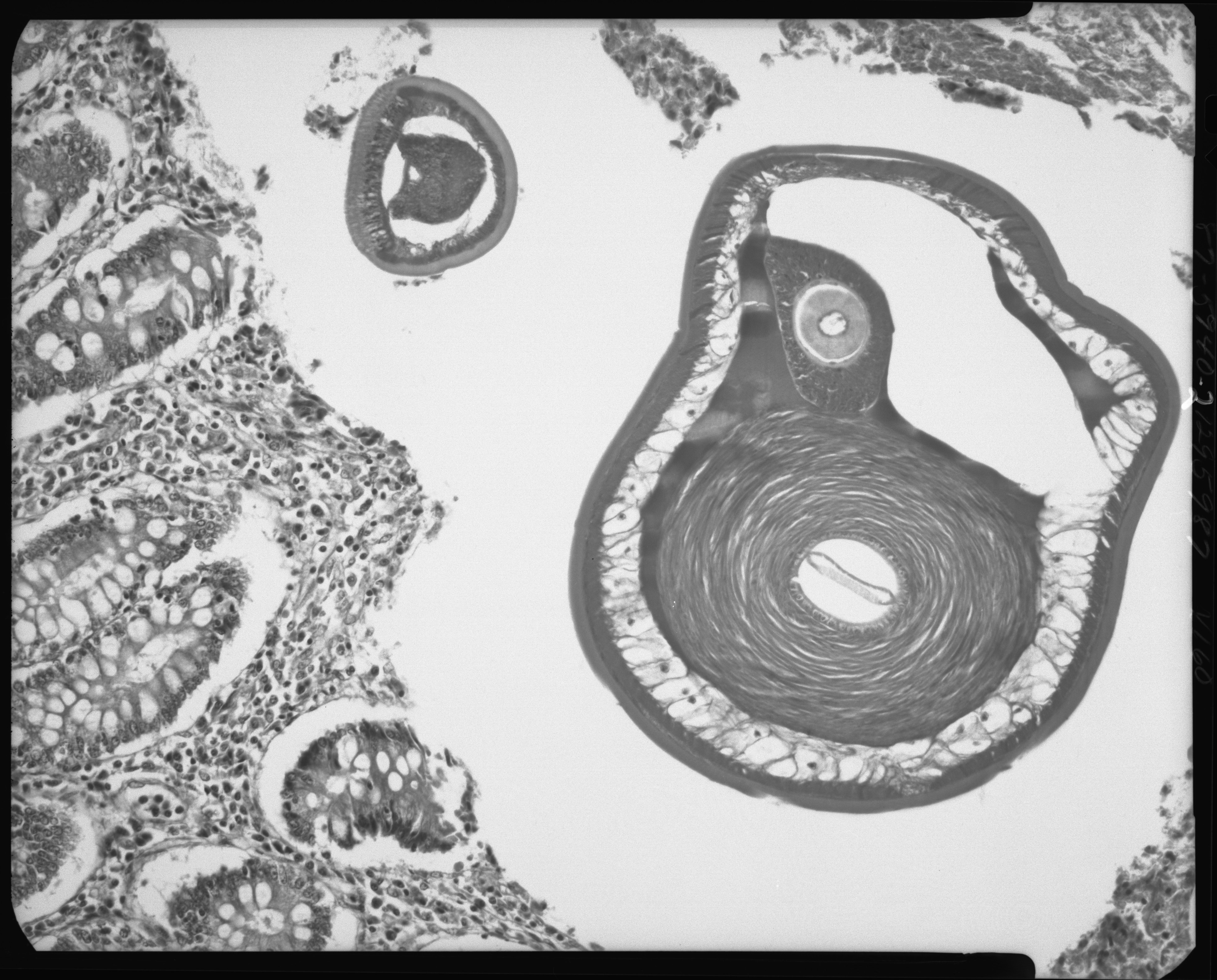
Dwarsdoorsnede volwassen rondworm in wormvormig aanhangsel
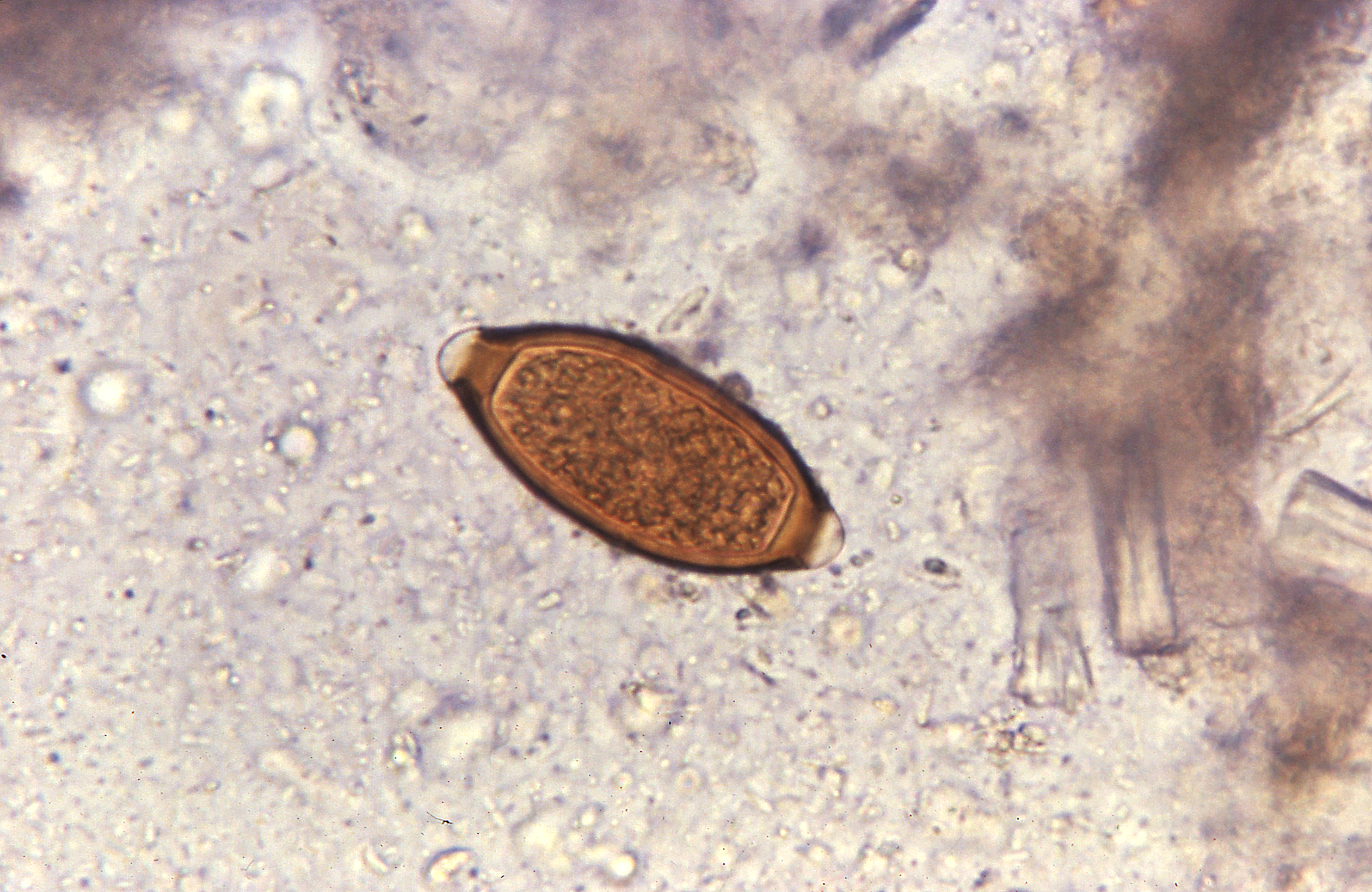
Ei

## Levenscyclus

De eieren worden met de ontlasting doorgegeven.1. In de grond gaan de eieren over in een tweecellig stadium 2, vervolgens ontstaat na meerdere delingen een veelcellig stadium 3. Uiteindelijk komt de L1-larve in het ei uit 4; en worden de eieren in 15 tot 30 dagen besmettelijk. Na inname (door met grond verontreinigde handen of voedsel) komen de L-larven in de dunne darm uit de eieren. 5 Vervolgens vervellen de larven nog vier keer, waarna ze volwassen zijn en zich in de darm nestelen 6. De volwassen rondwormen leven in de blindedarm en aansluitende dikke darm en zitten met de voorste delen in het slijmvlies vastgeschroefd. De vrouwtjes beginnen 60 tot 70 dagen na infectie eieren te leggen. De vrouwelijke rondwormen in de blindedarm scheiden dagelijks tussen de 3.000 en 20.000 eieren uit. Ze kunnen ongeveer 1 jaar in leven blijven.

## Behandeling
Trichuris trichiura kan worden behandeld met een enkele dosis albendazol In Kenia kreeg de helft van een groep kinderen met Trichuris trichiura albendazol, terwijl de andere helft van de kinderen placebo's kreeg. Het bleek dat de kinderen die het medicijn kregen aanzienlijk beter groeiden dan de groep kinderen die de behandeling niet ontvingen. Een andere geneesmiddel dat kan worden gebruikt is mebendazol.

## Epidemiologie
Trichuris trichiura komt over de hele wereld voor met naar schatting 1 miljard menselijke infecties. De besmetting komt voornamelijk in de tropen voor, vooral in Azië en in mindere mate in Afrika en Zuid-Amerika. In de Verenigde Staten is de infectie over het algemeen zeldzaam, maar komt vaak voor in het landelijke zuidoosten, waar 2,2 miljoen mensen besmet zijn. Slechte hygiëne wordt in verband gebracht met trichuriasis, evenals het binnenkrijgen van schaduwrijke,vochtige grond of voedsel dat mogelijk met uitwerpselen besmet is. Kinderen zijn bijzonder kwetsbaar voor infecties vanwege hun hoge blootstellingsrisico. Eieren bevatten onder de juiste omstandigheden van warmte en vocht ongeveer 2-3 weken nadat ze in de bodem zijn afgezet infectieuze L1-larven.